# 韩家淮
韩家淮（1960年—），淮南人，中国生物学家。

## 生平
1990年获布鲁塞尔自由大学博士学位，1990年-1992年在德克萨斯大学西南医学中心做博士后，1993年进入美国斯克里普斯研究所。2001年起兼任厦门大学教授，2007年起任厦门大学全职教授。韩家淮是p38信号通路的发现者，并研究了它在细胞周期调控、细胞增殖、分化、衰老、凋亡、免疫反应中的作用。他还关注炎症反应、免疫性疾病的分子机制。2013年入选中国科学院生命科学和医学学部院士。